# Foelsche-Krater
Koordinaten: 16° 40′ 12″ S, 136° 46′ 48″ O

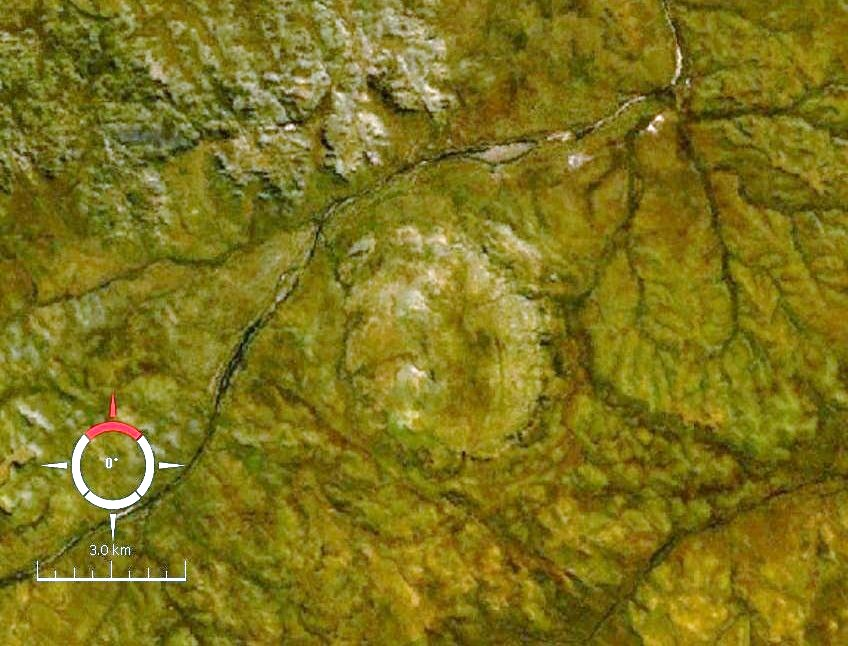
Satellitenbild Foelsche-Impaktstruktur (Landsat)

Foelsche ist ein stark erodierter und großteils verschütteter Einschlagkrater im Norden Australiens. Die Struktur liegt im Northern Territory und ist benannt nach dem in der Nähe befindlichen Foelsche-Fluss. Nur wenig des ehemaligen Kraters ist an der Erdoberfläche sichtbar und die Kreisform nicht zu erkennen. Bilder, die durch Überfliegen mit Magnetometern erstellt wurden, zeigten die kreisförmige Struktur und führten zur Entdeckung des Kraters. Der Einschlag erfolgte in das eben liegende, hier magnetische Sedimentgestein des McArthur Basin, das durchschlagen wurde und so die magnetische Anomalie erzeugte. Deformierte Sandsteine und Brekzien befinden sich im nördlichen Bereich und sind Reste des Kraterrandes, der ursprünglich etwa 6 km Durchmesser hatte. Zeugnis für den Impaktursprung der Struktur liefern geschockte Quarze, die vom Kraterboden erodierten und jetzt als Sedimentgestein den Krater ausfüllen. Der Einschlag erfolgte vor mehr als 545 Millionen Jahren.